# Шилдс, Фрэнк
Фрэнсис Завьер Александр (Фрэнк) Шилдс — старший (англ. Francis Xavier Alexander "Frank" Shields, Sr.; 18 ноября 1909, Нью-Йорк или Оклахома-Сити — 19 августа 1975, Нью-Йорк) — американский теннисист-любитель и киноактёр. Четырёхкратный финалист турниров Большого шлема в одиночном, мужском парном и смешанном парном разряде, финалист Кубка Дэвиса в составе сборной США как игрок (1934) и неиграющий капитан (1951). Член Национального (позже Международного) зала теннисной славы с 1964 года. Дед актрисы Брук Шилдс.

## Биография
Фрэнк Шилдс, родившийся в глубоко религиозной семье выходцев из Ирландии, осваивал теннис самостоятельно и вошёл в американскую теннисную элиту благодаря мощной подаче. Впервые принял участие в национальном чемпионате США в 1926 году, а в 1928 году дошёл до полуфинала, проиграв там одному из французских «мушкетёров» Анри Коше. В этот год в первый раз вошёл в составляемый Ассоциацией лаун-тенниса Соединённых Штатов (USLTA) по итогам сезона рейтинг десяти сильнейших теннисистов США.
В 1930 году на чемпионате США Шилдс победил в четвёртом круге финалиста Уимблдонского турнира Уилмера Эллисона и сам дошёл до финала, но там в упорном поединке, четвёртый сет которого продолжался 30 геймов, проиграл ещё одному американцу Джону Дугу. В том же году он стал финалистом чемпионата США в миксте и по итогам сезона поднялся в рейтинге USLTA до второй позиции, а в списке десяти сильнейших теннисистов мира, традиционно составляемом обозревателями газеты Daily Telegraph, занял пятое место.
В 1931 году Шилдс дебютировал в составе сборной США, принеся ей по три очка (по два в одиночном разряде и одному в парах) в матчах с командами Мексики, Канады и Аргентины. После этого он принял участие в Уимблдонском турнире и дошёл до финала после побед над хозяином корта Банни Остином и французом Жаном Боротра. Однако в полуфинальном матче против Боротра он повредил ногу (колено или щиколотку) и был вынужден отказаться от участия в финальном матче со своим соотечественником Сидни Вудом — этот розыгрыш Уимблдонского турнира до настоящего времени остаётся единственным, в котором не был сыгран финал в мужском одиночном разряде. Широко распространился слух, что Шилдсу было приказано отказаться от выступления в финале руководством американской лаун-теннисной ассоциации, которое стремилось сберечь его для предстоящего через две недели матча Кубка Дэвиса против сборной Великобритании. В этом матче, однако, Шилдс, обыграв в первый день Фреда Перри, уступил в третий день Остину, а сборная США проиграла с общим счётом 2:3. На чемпионате США его снова остановил Дуг — на этот раз в четвертьфинале, но по итогам сезона Шилдс во второй раз подряд занял пятое место в мировом рейтинге.
В 1932 году Шилдс проиграл в четвертьфинале Уимблдонского турнира Остину, а в четвертьфинале чемпионата США — Коше. Со сборной США он дошёл до финала межзонального плей-офф Кубка Дэвиса, победив во всех своих играх, но в матче с немцами проиграл и Готфриду фон Крамму, и Даниэлю Пренну, и в итоге американская команда, выиграв с общим счётом 3:2, на матч раунда вызова против французов вышла без него, но победы добиться не сумела. В следующем году Шилдс не был приглашён в сборную, но на чемпионате США добрался до финала в мужских парах и до полуфинала в одиночном разряде. Там он проиграл австралийцу Джеку Кроуфорду, который подошёл к этому матчу в ранге победителя чемпионата Австралии, чемпионата Франции и Уимблдонского турнира. В финале Кроуфорд уступил британцу Перри, но Шилдс по итогам сезона занял первую строчку во внутреннем рейтинге USLTA (финалист Уимблдона и прошлогодняя первая ракетка мира Эллсуорт Вайнз в конце года перешёл в профессионалы и в любительский рейтинг USLTA включён не был, однако Daily Telegraph поставила его в своём ежегодном рейтинге на пятое место, а Шилдса на седьмое).
В 1934 году Шилдс стал полуфиналистом Уимблдонского турнира, победив Остина, но затем снова проиграв Кроуфорду, и четвертьфиналистом чемпионата США. Со сборной США он дошёл до раунда вызова Кубка Дэвиса, в межзональном финале принеся сборной решающее очко против австралийцев, но в матче за кубок проиграл обе своих встречи — сначала Остину, а затем Перри.
В 1935 году Шилдс, отличавшийся привлекательной внешностью и живым нравом, начал карьеру киноактёра на студии MGM. С 1935 по 1938 год он снялся в семи кинокартинах, среди которых самыми известными были «Приди и владей» (1936), «Индианский школьник» (en:Hoosier Schoolboy, 1937) и «Дела Кэппи Рикса» (en:Affairs of Cappy Ricks, 1937). Шилдс также завязал тесные знакомства со многими звёздами Голливуда, в особенности с Эрролом Флинном, и был поочерёдно женат на трёх представительницах светских кругов — Ребекке Тенни (в 1932—1940 годах), Марине Торлонии ди Чивителла-Чези (1940—1949) и Катарине Мортимер (с 1949 года). Среди его потомков от брака с Мариной ди Чивителла-Чези — актриса Брук Шилдс. Позже Шилдс начал деловую карьеру в области страхования.
В 1945 году, после десятилетнего перерыва, Фрэнк Шилдс в последний раз вошёл в число сильнейших теннисистов США. В 1951 году он стал неиграющим капитаном сборной США в Кубке Дэвиса и дошёл с ней до раунда вызова, а на чемпионате США продолжал выступать до 1954 года. В общей сложности он принял участие в 23 розыгрышах чемпионата США в мужском одиночном разряде - третий результат за всю историю турнира. В 1964 году имя Фрэнка Шилдса было включено в списки Национального (позже Международного) зала теннисной славы. Пережив два инфаркта, он умер в 1975 году в нью-йоркском такси в ходе третьего.

## Финалы турниров Большого шлема

### Одиночный разряд (0-2)
| Результат | Год  | Турнир              | Покрытие | Соперник в финале | Счёт в финале         |
| --------- | ---- | ------------------- | -------- | ----------------- | --------------------- |
| Поражение | 1930 | Чемпионат США       | Трава    | Джон Дуг          | 8-10, 6-1, 4-6, 14-16 |
| Поражение | 1931 | Уимблдонский турнир | Трава    | Сидни Вуд         | без игры              |

### Мужской парный разряд (0-1)
| Результат | Год  | Турнир        | Покрытие | Партнёр      | Соперники в финале        | Счёт в финале        |
| --------- | ---- | ------------- | -------- | ------------ | ------------------------- | -------------------- |
| Поражение | 1933 | Чемпионат США | Трава    | Фрэнк Паркер | Джордж Лотт Лестер Стёфен | 13-11, 7-9, 7-9, 3-6 |

### Смешанный парный разряд (0-1)
| Результат | Год  | Турнир        | Покрытие | Партнёрша        | Соперники в финале        | Счёт в финале |
| --------- | ---- | ------------- | -------- | ---------------- | ------------------------- | ------------- |
| Поражение | 1930 | Чемпионат США | Трава    | Марджори Моррилл | Эдит Кросс Уилмер Эллисон | 4-6, 4-6      |